# Thomas Ulimwengu
Thomas Emmanuel Ulimwengu, född 14 juni 1993 i Tanga, är en tanzanisk fotbollsspelare som spelar för AFC Eskilstuna i Allsvenskan.